# Nimby

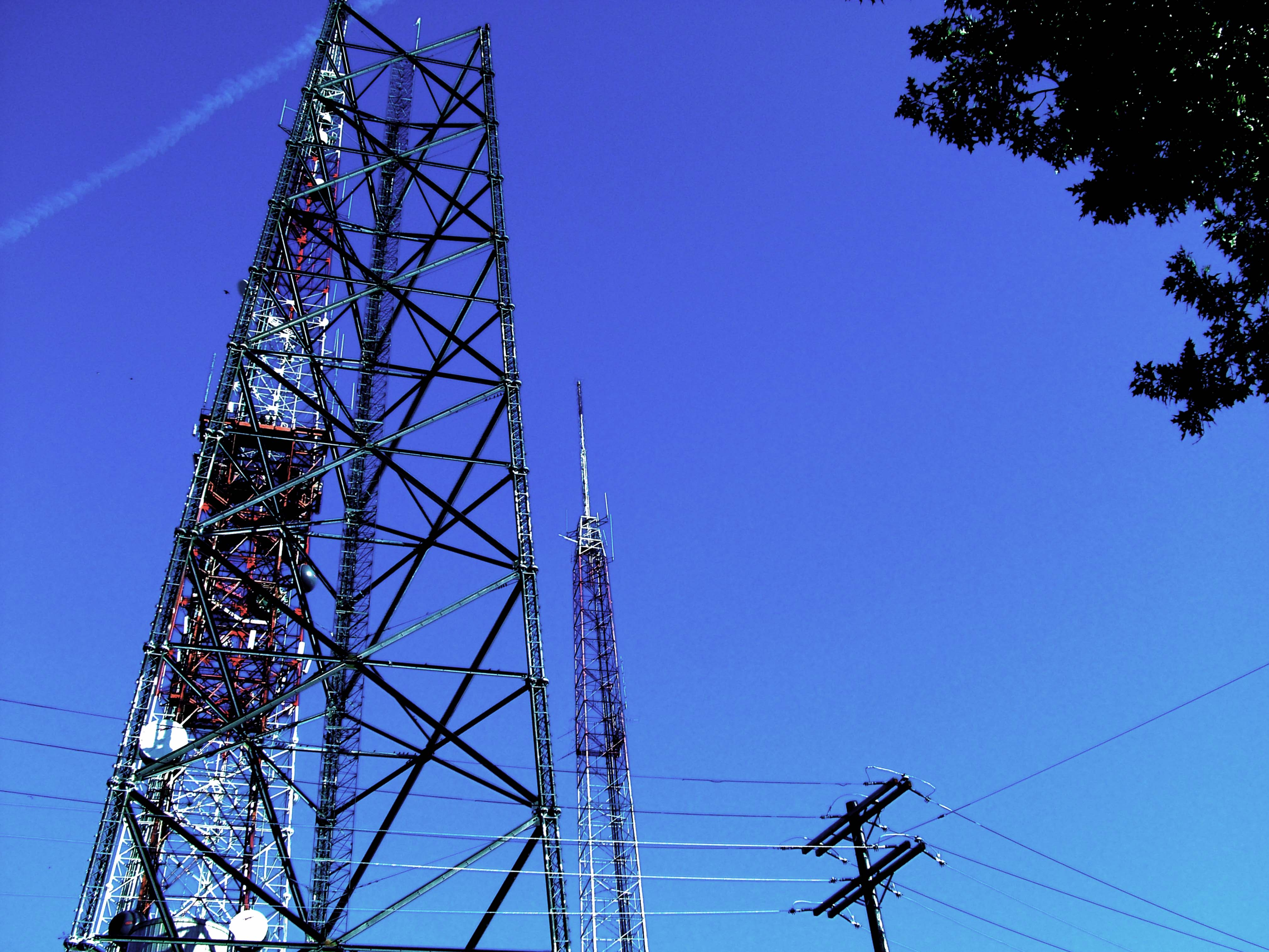
Une ligne à haute tension dont la construction a été arrêtée, à Washington D.C.

NIMBY ou Nimby est l’acronyme de l'expression anglaise « Not In My BackYard », qui signifie littéralement « pas dans mon arrière-cour » ou « pas dans mon jardin ». Le terme, ainsi que les expressions effet Nimby, syndrome Nimby ou phénomène Nimby, sont utilisés généralement pour décrire soit l'opposition de résidents à un projet local d’intérêt général dont ils considèrent qu’ils subiront des nuisances, soit les résidents eux-mêmes. Le terme nimbiste désigne ainsi l'opposant à un projet d'aménagement motivé, non par une opposition de principe ou de nature environnementale, mais par l'emplacement de ce projet qui porte atteinte à son cadre de vie et à son patrimoine.
Le syndrome NIMBY désigne en particulier l'attitude des personnes qui veulent tirer profit des avantages d'une technologie moderne, mais qui refusent de subir dans leur environnement les nuisances liées aux infrastructures nécessaires à son installation. Progressivement, l’utilisation du terme NIMBY comme qualifiant péjoratif s’est adouci. Il est de plus en plus utilisé de manière neutre et analytique pour désigner les oppositions de riverains à l’implantation d’infrastructures nouvelles, perçues comme potentiellement nuisibles. Ces oppositions peuvent viser l’implantation de grands bâtiments, d’usines chimiques, de parcs industriels, de bases militaires, d’éoliennes, d’antenne-relais, d'antennes radioélectriques, de lignes à haute tension, d’usines de dessalement, de décharges ou de centres d'enfouissement, d’incinérateurs, de centrales électriques, de prisons, de centres d'hébergement et de réinsertion sociale, d’écoles, de garderies, d’auberges de jeunesse, de stades, de lotissements et — le cas le plus fréquent — de programmes d'amélioration de transport (nouvelles routes ou autoroutes, chemins de fer, ports, aéroports). On parle plus généralement de conflit d'aménagement.
NIMBY peut aussi être utilisé dans un sens figuré pour décrire les personnes qui prônent une certaine proposition (par exemple, des mesures d'austérité budgétaire, des augmentations d'impôts, des réductions d'effectifs), mais s'opposent à son application dans une manière qui exigerait un sacrifice de leur part.

## Histoire
Historiquement, des traces d’oppositions de riverains sont présentes dès l’Antiquité et le Moyen Âge. Le phénomène se serait accentué avec la révolution industrielle. Dès la fin du XVIIIe siècle, en France et en Belgique, des enquêtes de commodo et incommodo sont effectuées lors de l’installation d’usines et fabriques induisant des nuisances pour le voisinage. Certaines fabriques sont d’ailleurs reléguées à l’extérieur des villes, comme les tanneries. Si ces enquêtes ont eu pour effet concret de protéger davantage les industriels que les riverains, elles témoignent, déjà à l’époque, de la réticence de certains habitants à accueillir des industries nuisibles à proximité de leur lieu de vie. Les oppositions de riverains à l’implantation d’infrastructures ne sont pas un phénomène spécifique à la fin du XXe siècle. Le problème est largement antérieur à l’émergence du concept « NIMBY ». La naissance du vocable est cependant significative d’une modification de certaines données du problème : le nombre et l’ampleur des mobilisations suscitées à l’encontre de projets divers augmentent tandis que les projets industriels et d’équipements se caractérisent par une ampleur grandissante, une augmentation des nuisances locales et une accentuation de l’inéquité sociale.
L’expression « Not In My Back Yard » apparait dès les années 1970 aux États-Unis, dans des articles de presse. Mais l’utilisation de l’acronyme NIMBY et sa diffusion ne se font qu’au cours des années 1980. L’acronyme se retrouve dans des articles scientifiques rédigés par des politologues, des géographes, des juristes, des économistes… C’est l’historien, ethnologue et sociologue californien Mike Davis qui diffuse le concept à travers son ouvrage City of Quartz.

### En France
En France, si des mouvements comme la lutte du Larzac ou le projet de centrale nucléaire de Plogoff dans les années 1970, sont proches d'une réaction dite de « nimby », ce terme a été médiatisé en 1984 avec l'AVOCNAR (Association du Val d'Oise contre les nuisances aériennes) militant pour l'interdiction des vols de nuit et le plafonnement du trafic de l'aéroport de Paris-Charles-de-Gaulle. Cette mobilisation des riverains dans le domaine de l'aménagement a redonné un second souffle aux mouvements de contestation qui étaient en perte de vitesse (moins de 40 entre 1984 et 1988, ils sont depuis la fin des années 1980 entre 70 et 80 par an) et s'est accompagnée d'une extension des conflits à de nouveaux territoires et à de nouveaux équipements, aboutissant à une « banalisation » de la contestation sur des projets plus locaux ou sans incidence environnementale (« Nimby social ») avec des nimbistes contestant l'arrivée sur leur territoire de toxicomanes, SDF, demandeurs d'asiles, gens du voyage, mais aussi, plus largement immigrés  et populations en difficulté. Le refus de voir s'installer un médecin dans le village de Técou (Tarn) a même été présenté comme relevant d'une logique Nimby par le maire de la commune.
Les enquêtes publiques montrent que les riverains NIMBY accusent souvent les institutions de se montrer trop rigides. Ils considèrent aussi parfois que les projets sont ficelés d'avance, les coûts sous-estimés et les performances sur-estimées. De leur côté, les administrations critiquent le manque de souplesse des « Nimby », leur réticence à participer aux procédures de concertation pourtant créées pour répondre à leurs aspirations. La rigidité des administrations et les standards formatés des entreprises de construction sont toutefois aussi pointés du doigt par de nombreux universitaires spécialistes d'aménagement. L'emploi de l'acronyme NIMBY viserait à déconsidérer toute proposition venant des habitants jugés plus soucieux de leurs intérêts particuliers que de l’intérêt général. La scène des oppositions de type NIMBY est donc très souvent polarisée, chacun campant sur ses positions et fustigeant l’autre camp.

## Précisions
Les oppositions de type NIMBY prennent des formes variées : créations de comité de riverains/d’opposants, pétitions, manifestations parfois violentes, demande de contre-expertise, campagnes médiatiques contre le projet en question… Les arguments soulevés sont d’ordre divers et relèvent souvent de craintes, plus que de conséquences avérées : craintes d’une baisse des prix de l’immobilier, de conséquences potentielles ou encore inconnues sur la santé, de la dégradation d’un paysage patrimonialisé… Le syndrome NIMBY est présent, par exemple, dans le lobbyisme de groupes de propriétaires qui souhaitent protéger leur propriété, ou des intérêts économiques liés au tourisme, dans l'exportation des déchets vers des pays plus pauvres, dans la construction de ghettos ethniques, etc. Les arguments sociaux ou écologiques avancés par les NIMBY n'étant pas toujours crédibles s'il ne s'agit que de déplacer le problème ailleurs, certains opposants tentent de monter en généralité, prenant des arguments pouvant rallier un plus grand nombre à leur cause : il peut s’agir de démontrer le caractère rare et la valeur patrimoniale du paysage menacé, ou la nature généralement nuisible de la technologie en question, requalifiant l’opposition comme de type « NIABY », « Not In Anybody's Back Yard ».
L’analyse des mouvements NIMBY les lie souvent à la justice sociale, tantôt de manière positive, tantôt de manière négative. Ainsi, une opposition de type NIMBY peut pousser populations marginalisées et discriminées à émigrer dans d'autres lieux : SDF, réfugiés, toxicomanes, prisonniers, etc. De plus, en cas de NIMBY environnemental, les opposants, par leur action, amèneraient le transfert des nuisances à d'autres membres de la société, ce qu'ils parviennent souvent à faire s'ils disposent d'un plus grand poids économique ou politique. Le résultat en serait une concentration des industries polluantes et des nuisances dans les zones économiquement faibles. En Europe, on observe de tels résultats pour l'enfouissement des déchets radioactifs, et plus récemment le bruit des aéroports et la construction de parcs éoliens. Cependant, des NIMBY peuvent également naître dans des zones dites socialement défavorisées. C'est le cas en ce qui concerne la mixité sociale imposée, ou bien ce que l'on nomme discrimination positive.
Au fil du temps, le concept NIMBY, d'abord péjoratif, s’adoucit. Il est de plus en plus utilisé de manière neutre et analytique. Pour le géographe Augustin Berque, les réactions des habitants sont parfois salutaires, notamment contre l'envahissement des standards internationaux et contre les erreurs d'échelles appliquées par les technocrates. Selon l'auteur, les réactions des habitants contribuent à réhabiliter le local, l'individuel et la subjectivité en géographie, trop dépréciés par un technicisme occidental critiquable, auquel il oppose des concepts d'aménagement conçus lors de ses échanges culturels avec le Japon. Des associations locales de défenses peuvent aussi contribuer à améliorer les tracés ou à préserver des zones d'intérêt écologique. C'est ce qu'a démontré le sociologue Dominique Boullier. Le point de vue des habitants ne doit pas être négligé, ne serait-ce que parce qu'ils raisonnent à une échelle différente et qu'il est nécessaire, en géographie et aménagement, de prendre en compte toutes les échelles.
Si les citoyens protestent contre une nouvelle infrastructure uniquement sur la base de sa proximité territoriale sans une opposition rationnellement justifiable, on risque d'entrer dans un cas de « seulement dans les arrière-cours des autres » (OIOBY),. Les citoyens s'opposent alors à un projet tout en reconnaissant sa validité et la nécessité de sa construction, mais en voulant que la structure soit déplacée dans l'arrière-cour d'autres personnes. Ces citoyens refusent généralement de reconnaître leur position égoïste pour ne pas devoir se sentir coupables. Les exemples sont manifestes dans la délocalisation des industries polluantes des pays du Nord vers les pays du Sud, dans la délocalisation des décharges vers les pays de l'Est, etc.

### Élargissement du concept
Les revendications de style NIMBY abordent une fraction de la dynamique sociale observable lors des controverses. Elles peuvent cependant donner lieu à une réflexion plus structurée et alors s’inscrire dans le concept d’acceptabilité sociale .
Le phénomène NIMBY est parfois utilisé pour justifier l’absence d’acceptabilité sociale, voire l’inacceptabilité sociale pour rendre des projets illégitimes.
Certains auteurs insistent sur l'importance du « lieu » dans le phénomène Nimby, par exemple Christian Maillebouis qui en 2003 intitule un article sur les éoliennes « Nimby ou la colère des lieux ».

## Acronymessimilaires
Une liste d'acronymes plus ou moins sérieux a été constituée autour de NIMBY pour décrire les phénomènes de résistance. Certains sont des tentatives d’évacuer la connotation négative présent dans l’acronyme NIMBY, d’autres variantes mettent en évidence l’une ou l’autre facette des mouvements d’opposition :
- BANANA - Build Absolutely Nothing Anywhere Near Anything : ne construisez rien nulle part près de quoi que ce soit
- BIYBYTIM - Better In Your Back Yard Than In Mine : Mieux dans ton arrière-cour que dans la mienne
- CAVE - Citizens Against Virtually Everything : Citoyens contre pratiquement tout

- CPG - Ce n'est pas grave
- CPDTG - Ce n'est pas du tout grave.
- LULU - Locally unpopular land use : utilisation du sol localement impopulaire
- NAPI - non au projet ici
- NIABY - Not in anybody's back yard : pas dans l'arrière-cour de quiconque, ou dans aucune arrière-cour
- NIMFOS - Not in my field of sight : pas dans mon champ de vision
- NIMS - Not In My Street : Pas dans ma rue
- NIOS - Not In Our Street : Pas dans notre rue
- NINA - Ni ici ni ailleurs : Refus non pas de la localisation d'un projet d'aménagement, mais de son essence même.
- NODAM - No Development After Mine :
- NOPE - Not on Planet Earth : pas sur la planète Terre
- PITBY - Put it in their back yard : mettez ça dans leur arrière-cour
- PUMA - Peut-être utile, mais ailleurs.
- WHEW - We Have Enough Waste : Nous avons assez de déchets.

Pour les hommes politiques :
- NIMD - Not in my district : pas dans mon district
- NIMTOO - Not in my term of office : pas pendant mon mandat
- NIMEY - Not in my election yard  (ou year) : pas dans ma zone électorale (ou pas pendant l’année des élections)

Comme renversement du NIMBY :
- BIMBY - Build in my Back Yard : Construisez-le dans mon jardin
- WIMBY - Welcome in my Back Yard : Bienvenue dans mon jardin
- YIMBY - Yes In My Back Yard : Oui, dans mon jardin